# Landsjaftnyj Zakaznik Kozjanskij
Landsjaftnyj Zakaznik Kozjanskij (ryska: Ландшафтный Заказник Козьянский) är ett naturreservat i Belarus.   Det ligger i voblasten Vitsebsks voblast, i den norra delen av landet, 200 km nordost om huvudstaden Minsk.
Omgivningarna runt Landsjaftnyj Zakaznik Kozjanskij är en mosaik av jordbruksmark och naturlig växtlighet. Runt Landsjaftnyj Zakaznik Kozjanskij är det glesbefolkat, med 14 invånare per kvadratkilometer.